# Кулшинбаев, Алмас Жаканович
Алмас Жаканович Кулшинбаев (каз. Құлшынбаев Алмас Жаханұлы; род. 20 октября 1975) — казахстанский футболист и футбольный тренер, возглавляющий Молодежной сборной Казахстана по футболу (до 21 года). Двукратный обладатель Кубка Казахстана (1997, 2000) и двукратный бронзовый призёр чемпионата Казахстана (1997,1999) в качестве игрока. Чемпион первой лиги Казахстана (2011) и бронзовый призёр первой лиги Казахстана (2010) в качестве клубного тренера, а в качестве старшего тренера Юношеской сборной Казахстана до 17 лет победитель международного футбольного турнира среди юношеских сборных — обладатель Кубка президента Казахстана по футболу (2019).

## Карьера
Воспитанник алматинского футбола. Один из лучших центральных защитников, творивших историю казахстанского футбола на стыке веков. Будучи игроком выступал в составах «Намыс», «Кайрат», «Есиль-Богатырь», «Актобе-Ленто», «Ордабасы» и «Мегаспорт». Всего в Премьер-Лиге провел 177 матчей, забил 2 гола.
В составе сборной Казахстана в 1997—2001 годах сыграл 12 матчей.
В качестве главного тренера А. Кулшинбаев дебютировал в 2008 году, возглавив дубль алматинского «Мегаспорта».
Далее в качестве главного тренера работал с каскеленским «Сункаром» и семейским «Спартаком». В 2015 году — тренер «Жетысу», а с января 2016 года — главный тренер «Жетысу».
С января 2018 по январь 2019 года — ассистент старшего тренера сборной Казахстана до 21 года.
С января 2019 по июль 2020 года — старший тренер сборной Казахстана до 17 лет
С июля 2020 года — старший тренер сборной Казахстана до 21 года.